# Petalocephala engelhardti
Petalocephala engelhardti är en insektsart som beskrevs av Kusnezov 1931. Petalocephala engelhardti ingår i släktet Petalocephala och familjen dvärgstritar. Inga underarter finns listade i Catalogue of Life.